# 원계국민학교
원계국민학교는 대한민국 경상남도 진주시 수곡면 원계리 235번지에 있던 1961년 4월 1일 개교했으며 1994년 3월 1일 폐교됐다.
총 졸업생 및 졸업 횟수는 33회 1,001명이다. 연도별 학생 학급을 보면 1960년대에는 6학급에 학생 수는 29명이었고, 1970년대에는 6학급 43명, 1980년대에는 6학급 22명이었다. 1986년에는 6학급 23명, 1987년에는 6학급 16명, 1988년 6학급 13명, 1989년 6학급 9명, 1990년 6학급 9명, 1991년 6학급 13명, 1992년 6학급 10명, 1993년 5학급 7명으로 학생 수가 줄어들면서 1994년 3월 1일에 수곡국민학교(현재의 수곡초등학교)에 통합되면서 폐교되었다.

## 학교 연혁
- 1957년 4월 1일 사곡국민학교 원계분교장 개교 3학급 편성
- 1961년 4월 1일 원계국민학교 인가 개교
- 1961년 10월 11일 3교실 증축 준공
- 1962년 4월 1일 운동장 540평 확장 작업
- 1967년 7월 20일 지붕 양철 철거 보수
- 1968년 12월 13일 신축 학교 부지 575평 구입
- 1969년 7월 2일 신축 2교실 준공
- 1975년 7월 25일 신축 2교실 완공
- 1977년 5월 19일 교문앞 도로와 화단 정비 완료
- 1978년 10월 2일 충무공 공상 및 충효탑 건립
- 1982년 7월 25일 본관 뒤편 화장실 개축
- 1984년 2월 7일 1983학년도 본시 우수 학교 지정
- 1986년 1월 1일 벽지 학교 지정 (라지역)
- 1993년 3월 1일 수곡국민학교 원계분교장으로 격하
- 1994년 3월 1일 수곡국민학교로 통폐합